# Thomas Tull
Thomas Tull (Binghamton, 9 de janeiro de 1970) é um empresário, empreendedor e produtor de cinema estadunidense. É mais conhecido por ter sido CEO da produtora Legendary Pictures de 2005, quando Tull fundou a empresa, até 2017.

## Carreira

### Início como empresário
Thomas cresceu em Binghamton, Nova York, e se formou pela Hamilton College no ano de 1992. Embora tivesse planejado ser advogado após a faculdade, Tull acabou tornando-se um empresário de sucesso, tendo trabalhado em algumas empresas, como Convex Group, onde foi presidente, e Tax Services of America, onde atuou como Chefe de Operações.
Depois de conseguir um acordo maior com a Remark Media, onde foi diretor até 2007, Tull entrou no campo de investimentos privados, onde ele começou a fechar contratos relacionados ao entretenimento.

### Fundação da Legendary Pictures
Embora, ao longo de toda sua vida, fosse encantado com a forma que os filmes transportam o espectador, Tull não considerou entrar no mercado do cinema até que tivesse uma conversa com o presidente de uma grande empresa do ramo. Daí em diante, ele percebeu que os "investimentos privados" eram a solução para os problemas financeiros da indústria cinematográfica. Sentindo-se desafiado, Tull percebeu que tinha que colocar a sua ideia em prática. Tendo ficado durante um ano inteiro arrecadando dinheiro, Thomas só percebeu que era uma "loucura" depois de embarcar no projeto, para o qual ele teve que acumular cerca de US$ 600 milhões em financiamento através de seus investidores, dinheiro com o qual, Thomas fundou a Legendary Pictures em junho de 2005. Também com parte desse valor, financiou e produziu diversos filmes, como The Dark Knight e Man of Steel, em parceria com a Warner Bros. Atualmente, a empresa já acumula um lucro de mais de US$ 1,5 bilhões e arrecadação bruta de US$ 8,9 bilhões nos cinemas mundiais com todos os seus filmes.

### Como produtor de cinema
Atualmente, além de atuar como diretor executivo da Legend Pictures, LLC., vice-presidente da Brash Entertainment (empresa distribuidora de jogos eletrônicos), membro do Conselho de Administração do Instituto Americano de Cinema, do Zoológico de San Diego e da Sociedade Zoológica de San Diego, Thomas Tull é produtor de cinema, participando de todos os filmes que sua empresa produz. Entre suas produções mais aclamadas estão The Dark Knight, The Hangover, Clash of the Titans, The Dark Knight Rises, Man of Steel e Pacific Rim. Atualmente, Tull está trabalhando em seus próximos projetos como produtor: Godzilla, Interstellar e Jurassic World.

### Prêmios
Em 2005, Thomas recebeu o prêmio "Negócio do Ano" para a indústria do entretenimento, da revista IDD Magazine.

## Filmografia
| Ano  | Filme                              | Função             | Notas        |
| ---- | ---------------------------------- | ------------------ | ------------ |
| 2006 | Superman Returns                   | Produtor Executivo |              |
| 2006 | The Ant Bully                      | Produtor Executivo |              |
| 2006 | Beerfest                           | Produtor Executivo |              |
| 2006 | 300                                | Produtor Executivo |              |
| 2006 | We Are Marshall                    | Produtor Executivo |              |
| 2007 | Trick 'r Treat                     | Produtor Executivo |              |
| 2008 | 10.000 A.C.                        | Produtor Executivo |              |
| 2008 | The Dark Knight                    | Produtor Executivo |              |
| 2008 | It Might Get Loud                  | Produtor           |              |
| 2009 | Watchmen                           | Produtor Executivo |              |
| 2009 | Observe and Report                 | Produtor Executivo |              |
| 2009 | The Hangover                       | Produtor Executivo |              |
| 2009 | Ninja Assassin                     | Produtor Executivo |              |
| 2009 | Where the Wild Things Are          | Produtor Executivo |              |
| 2010 | Clash of the Titans                | Produtor Executivo |              |
| 2010 | Jonah Hex                          | Produtor Executivo |              |
| 2010 | Inception                          | Produtor Executivo |              |
| 2010 | The Town                           | Produtor Executivo |              |
| 2010 | Due Date                           | Produtor Executivo |              |
| 2011 | Sucker Punch                       | Produtor Executivo |              |
| 2011 | The Hangover Part II               | Produtor Executivo |              |
| 2011 | Comic-Con Episode IV: A Fan's Hope | Produtor           | Documentário |
| 2012 | Wrath of the Titans                | Produtor Executivo |              |
| 2012 | The Dark Knight Rises              | Produtor Executivo |              |
| 2013 | Jack the Giant Slayer              | Produtor Executivo |              |
| 2013 | 42: A História de uma Lenda        | Produtor           |              |
| 2013 | The Hangover Part II               | Produtor Executivo |              |
| 2013 | Man of Steel                       | Produtor Executivo |              |
| 2013 | Pacific Rim                        | Produtor           |              |
| 2014 | 300: Rise of an Empire             | Produtor           |              |
| 2014 | Cyber                              | Produtor           |              |
| 2014 | Seventh Son                        | Produtor           |              |
| 2014 | Godzilla                           | Produtor           |              |
| 2014 | Interstellar                       | Produtor Executivo |              |
| 2015 | Blackhat                           | Produtor Executivo |              |
| 2015 | Crimson Peak                       | Produtor Executivo |              |
| 2015 | Jurassic World                     | Produtor           |              |
| 2016 | Warcraft                           | Produtor           |              |